# Paraxol
Die Paraxol GmbH war eine 1939 gegründete Tochterfirma der DEGUSSA (Deutsche Gold- und Silber-Scheideanstalt) in Frankfurt zur Herstellung des Sprengstoff-Vorprodukts Pentaerythrit, das Ausgangsmaterial für den militärischen Sprengstoff Nitropenta während des Zweiten Weltkriegs.

## Geschichte
Die Gesellschaft wurde im Rahmen des Montan-Schemas gegründet und sollte in vier weit über Deutschland verstreuten Werken produzieren. Die Werke waren als Staatsgeheimnis klassifiziert und wurden zur Verschleierung offiziell als „Holzmehlanlagen“ bezeichnet.
Die Werke wurden wegen der Tarnung in Form von kleinen Produktionseinheiten in Waldgebieten aufgebaut. Alle Werke hatten große Lager für Methanol, das jeweils vor Ort katalytisch zu Formaldehyd umgesetzt wurde. Das Formaldehyd wurde zusammen mit Acetaldehyd nach der Kalk-Kondensations-Methode zu Pentaerythrit  umgesetzt. Die Werke A und Z hatten 2 Produktionseinheiten für Formaldehyd, 3 Produktionseinheiten für Pentaerythrit. Werk B und W hatten 3 Formaldehydanlagen und 4 Pentaerythrit-Einheiten. Diese an sich harmlose Substanz, die auch in Lacken verwendet wird, wurde in den Nitrierwerken der „Verwertchemie“ und der „Deutschen Sprengchemie“ mit hoch konzentrierter Salpetersäure zu Pentaerythrit-Nitrat oder Nitropenta weiterverarbeitet. Die Anlagen wurden nach dem Ende des Zweiten Weltkriegs demontiert und zerstört.
Die Werke wurden teilweise erst kurz vor Ende des Krieges soweit fertiggestellt, dass mit der Produktion begonnen werden konnte.
Das Heereswaffenamt hatte zunächst für knapp 2 Millionen RM über 400 t Pentaerythrit geordert, worauf die DEGUSSA das bestehende Werk in Wildau bei Berlin erweiterte. Aber das Projekt nahm viel größere Dimensionen an. Die DEGUSSA-Tochter HIAG (Holzverkohlungs-Industrie AG) sollte vier sogenannte Bereitschaftsfabriken in verschiedenen Teilen Deutschland errichten und auf Provisionsbasis betreiben. Im Mai 1939 wurde ein Rahmenvertrag unterzeichnet, nach dem vier Werke in der reichseigenen Paraxol GmbH zusammengefasst wurde, während  die DEGUSSA die Werke in Bodenfelde und Wildau in eigener Regie betrieb. Für Planung und Bau der neuen Werke wurden 600.000 RM bezahlt.
Lippoldsberg wurde 1943 zum Sitz der Verwertungsgesellschaft für Montanindustrie GmbH (MONTAN), nachdem die Zentrale in Berlin bei einem Bombenangriff im Herbst zerstört worden war. Über dieses Unternehmen wurden die rüstungsrelevanten Betriebe koordiniert. 1945 befand sich die Verwaltung der MONTAN in einer Baracke des Paraxol-Werks.

## Werke

### Lippoldsberg

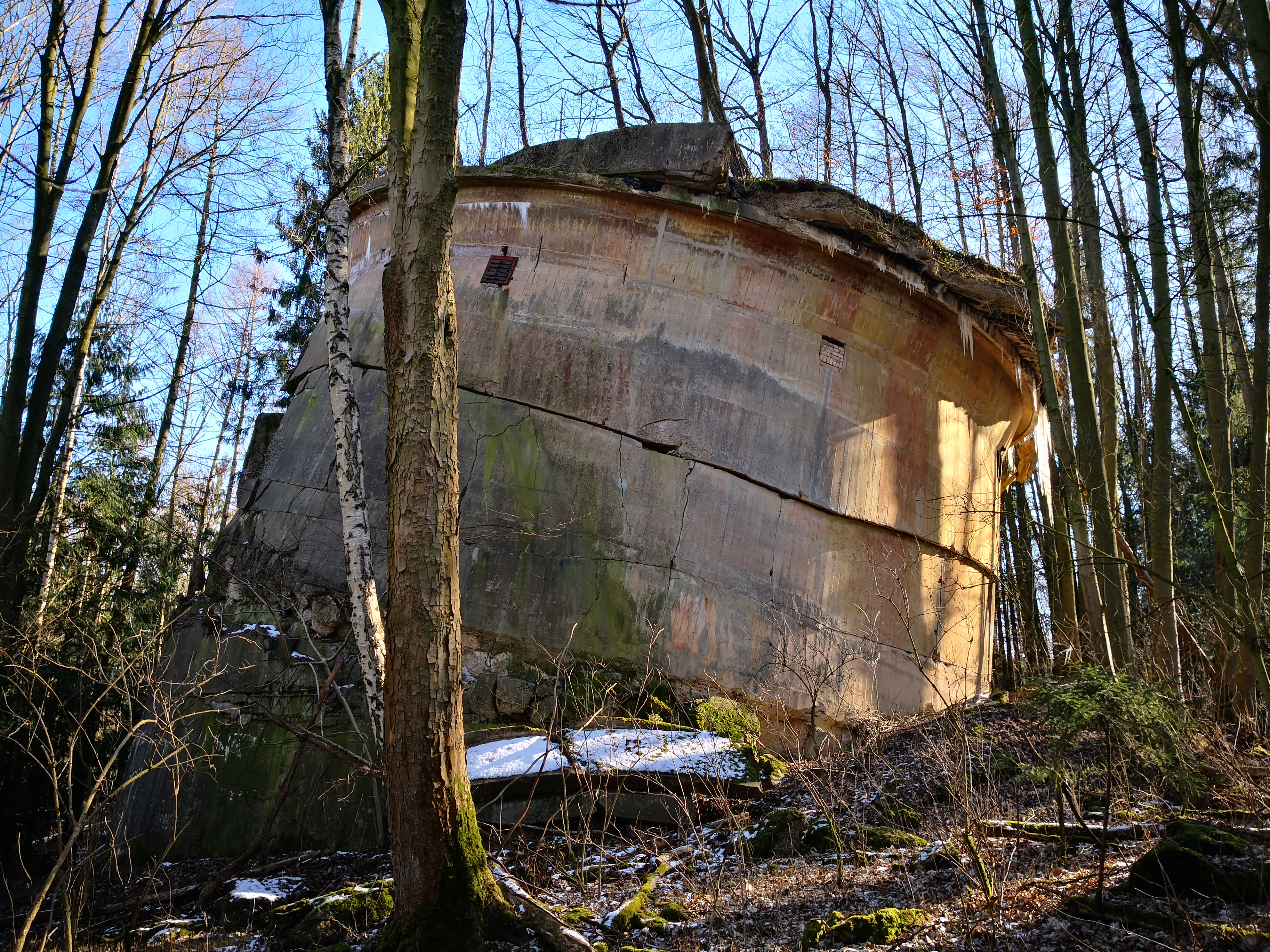
Gesprengter Bunker des Werks Lippoldsberg

Das Werk in Lippoldsberg in der Nähe von Bodenfelde an der Weser wurde 1941 fertiggestellt, allerdings erst 1944 in Betrieb genommen. Es trug die Tarnbezeichnung „Werk B“. Nach Ende des Krieges wurden Gerätschaften zur Herstellung von Formaldehyd und Pentaerythrit für 102.000 US-Dollar an ein Chemieunternehmen aus Philadelphia verkauft.

### Schrobenhausen
Das Werk in Schrobenhausen wurde von 1938 bis 1942 im Hagenauer Forst von circa 800 Bauarbeitern errichtet. Ab dem Betriebsbeginn am 1. Oktober 1942 waren dort 210 Mitarbeiter tätig, unter ihnen Zwangsarbeiter aus der Ukraine, Frankreich und Italien. Im Juni 1944 waren 34 Prozent der Mitarbeiter nicht-deutscher Herkunft, unter den Beschäftigten in der Produktion betrug der Anteil 76 Prozent. 1945 wurde das Werk von US-Truppen besetzt.

### Welden
Das Werk mit dem Tarnnamen „Z-Hiag“ entstand von 1938 bis 1942 im Wald zwischen Welden und Hegnenbach auf dem Lerchenberg. Es war ähnlich aufgebaut wie das Werk im Haugenauer Forst bei Schrobenhausen und bildete einen Komplex aus unregelmäßig angeordneten ein- und mehrgeschossigen Sichtziegelbauten. Zur Anlage gehörten unter anderem  Wohn- und Verwaltungsbauten, Lager, Kraftwerke und Produktionsgebäude. Etwas weiter westlich auf dem Lüftenberg wurden zudem zwei große Methanoltanks errichtet. Für den Bau der Anlage kamen sowohl Handwerksbetriebe aus der Umgebung als auch Zwangsarbeiter zum Einsatz.
Mit dem Einmarsch der US-Amerikaner wurde auch das Werk auf dem Lerchenberg am 26. April 1945 besetzt. Diese demontierten die Anlage zwei Jahre später und sprengten die beiden Methanoltanks. Anschließend wurden in den verbliebenen Gebäuden Flüchtlinge einquartiert. Ab 1961 kam das Gelände zur Bundeswehr, die das Gelände bis 1994 nutzte. 1997 wurde es schließlich an Privat verkauft.

### Niederlehme
Das Werk in Niederlehme, westlich von Frankfurt an der Oder, trug den Tarnbuchstaben „W“. Die Demontage durch die sowjetischen Besatzer wurde 1950 abgeschlossen.